# Президентские выборы в Египте (2018)
Президентские выборы в Египте прошли с 26 по 28 марта 2018 года.

## Кандидаты

### Абдул-Фаттах Ас-Сиси
Президент Ас-Сиси получил одобрение 464 членов египетского парламента (примерно две трети от всех голосов).

### Мусса Мустафа Мусса
Председатель партии «Аль-Гэд» («Завтра»), сторонник президента Ас-Сиси, Мусса Мустафа Мусса, который играл активную роль в сборе заявлений о выдвижении кандидатуры Ас-Сиси на второй срок до 20 января, объявил, что получил одобрения от 26 членов парламента, а также собрал 47 000 подписей в свою поддержку. Мусса заявил о своем намерении баллотироваться всего за день до крайнего срока, а официальные документы сдал в комиссию всего за 15 минут до крайнего срока. В интервью Egypt Today Мусса сообщил, что он не «фальшивый» кандидат и у него есть своё «видение».

## Бойкот
30 января 2018 года Гражданское демократическое движение Египта объявила о намерении бойкотировать выборы. Кроме того, 8 оппозиционных партий и около 150 известных египетских общественных деятелей также призвали избирателей бойкотировать президентские выборы. Они назвали предстоящее голосование «фарсом» и «абсурдом, граничащим с безумием».

## Предварительные результаты
| Кандидаты                           | Партия                              | Голосов    | %     |
| ----------------------------------- | ----------------------------------- | ---------- | ----- |
| Абдул-Фаттах Ас-Сиси                | Беспартийный                        | 21 835 387 | 97,08 |
| Мусса Мустафа Мусса                 | Партия Эль-Хад                      | 656 534    | 2,92  |
| Пустых/недействительных бюллетеней  | Пустых/недействительных бюллетеней  | 1 762 231  | –     |
| Всего                               | Всего                               | 24 254 152 | 100   |
| Зарегистрированных избирателей/явка | Зарегистрированных избирателей/явка | 59 078 138 | 41,05 |
| Источник: HEC                       |                                     |            |       |